# Heidi Astrup
Heidi Astrup (ur. 31 maja 1972 w Søndre Land), była duńska piłkarka ręczna, wielokrotna reprezentantka kraju. Mistrzyni olimpijska (1996).
W ciągu swojej kariery występowała w Viborg HK (1998-2003 i 2005-2007) oraz w Aalborg DH (2003-2005). Karierę sportową zakończyła w 2007 r.